# 伏衍義
伏衍義（1867年—20世纪?），字乾一、天一，号砚村，甘肃秦安县魏家王家窑人。清朝政治人物、進士出身。
光緒十八年（1892年），伏衍義中進士，同年五月，以主事分部学习，授官刑部主事，改四川省荣昌县知县、南部县知县。